# Volker Hermes
Volker Hermes (* 1972 in Wegberg) ist ein deutscher bildender Künstler.

## Leben
Volker Hermes studierte von 1995 bis 2002 an der Kunstakademie Düsseldorf bei Dieter Krieg, ab 2000 als dessen Meisterschüler. 1999 bis 2001 war er Stipendiat der Studienstiftung des Deutschen Volkes.
Seine Arbeiten zeigt Hermes national wie international in Ausstellungen und Projekten. Insbesondere seine Serie der „Hidden Portraits“ findet internationale Aufmerksamkeit. Im Juni 2023 stellte ihn das Metropolitan Museum of Art New York online in seiner Reihe „Perspectives“ vor, das Cover der Oktoberausgabe 2022 des New York Review of Books zeigte seine Arbeit und Christie’s New York realisierte mit ihm ein Projekt zur Classic Week 2020. Eine auch jenseits der Kunstszene bestehende mediale Resonanz zeigt sich in zahlreichen Features u. a. von der amerikanischen Vogue, Harper’s Bazaar, aber auch dem ZEITmagazin in Deutschland.

## Werk
Ausgangspunkt und Zentrum seines künstlerischen Werkes ist für Hermes die Malerei und die mit ihr verbundenen Fragen von Wirklichkeitsdarstellung im Allgemeinen sowie – im gesellschaftlichen Kontext – Repräsentation von Macht und Selbstdarstellung. Künstlerischen Ausdruck findet Hermes in unterschiedlichen Formaten, Techniken und genreübergreifenden Projekten. Er arbeitet in großen Themenkomplexen, denen gemeinsam ist, dass sie mit Bezügen zur Kunstgeschichte arbeiten, aus denen er seine eigene zeitgenössische Bildsprache entwickelt.
Zentrale Werkreihen von Volker Hermes sind: „Parforce“, „Humboldt-Hybride“ und „Hidden Portraits“. Während „Parforce“ eine – vornehmlich malerische – Auseinandersetzung mit dem Genre der Seestücke ist, beschäftigt sich Hermes bei den „Humbold-Hybriden“ in Gemälden, Zeichnungen und digitalen Collagen mit der Darstellung rationaler Erkenntnis in Kombination mit dem Moment der Entdeckung und lehnt sich dabei an Zeichnungen aus frühen wissenschaftlichen Expeditionen an. Internationale Aufmerksamkeit erlangte Hermes vor allem mit seiner „Hidden Portraits“-Serie. Dabei handelt es sich um digitale Collagen historischer Porträts. Der Künstler interessiert sich dabei besonders für die historischen Zeichen und Symbole der Selbstdarstellung, die im Genre der Portraitsmalerei zu finden sind. In seinen Arbeiten analysiert und überzeichnet er sie.

## Stipendien
- 1999–2001: Studienstiftung des Deutschen Volkes
- 2000: Reisestipendium der Kunstakademie Düsseldorf
- 2002: Stipendiat des Kunstvereins Düsseldorf
- 2003: Künstlerstipendium der Bundesrepublik Deutschland, Palazzo Barbarigo della Terrazza, Venedig[9]
- 2005: Artistresidency in Ein Hod, Israel

## Ausstellungen (Auswahl)
- 2024: Auge und Zeit, Suermondt-Ludwig-Museum, Aachen[10]
- 2023: Ruff Hood, James Freeman Gallery, London[11]
- 2023: Rococo madness, Polnisches Nationalmuseum, Wroclaw[12]
- 2022: Unveiled, The Beany House, Canterbury Museums, Canterbury
- 2022: UltraQueer, Museum Palazzo Merulana, Rom[13]
- 2021: Inszenierungen des Zeigens, Kunsthaus NRW, Kornelimünster[14]
- 2021: Die Digitale, Düsseldorf
- 2020: Hidden Portraits. Identità s-velate, Museum Castello Visconteo, Pavia, Italien[15]
- 2020: you are here, Kunsthaus NRW, Kornelimünster[16]
- 2020: Christie’s featuring Hidden Portraits, Christie’s, Rockefeller Center, New York[17]
- 2018: fly like paper (für Mira), Galerie Bräuning Contemporary, Hamburg[18]
- 2017: Akademie, KIT (Kunst im Tunnel), Düsseldorf
- 2016: 50 contemporary artists, Enter Art Foundation, Berlin
- 2014: Humboldt Hybride, Galerie Bräuning Contemporary, Hamburg[19]
- 2013: HANG zur Kunst, Pop-up-Show, Stuttgart
- 2012: Parforce, Galerie Bräuning Contemporary, Hamburg[20]
- 2011: Tape modern, Berlin
- 2011: Kleine Welten, CAS Galerie, Salzburg
- 2008: Ich suche Du, Kunstverein Heinsberg
- 2006: Kunstrasen 2006, Ersatzbank der Gefühle, Stadtmuseum, Halle/Saale
- 2005: delicious suicide, Galerie Kunstbüro Düsseldorf
- 2004: Spört ist Mörd, CircualtionsCentralen Gallery, Malmö, Schweden
- 2004: co_op, Kunstverein Hildesheim (mit Jörg Rothhaar)
- 2003: Finde Klarheit in dunklen Wassern und brenne, Kunst Klub Aquarellbluten, Köln
- 2002: Ich und Wolfgang, Galerie Kunstbüro Düsseldorf
- 2002: bel air bench, Het Glazen Huis, Amsterdam
- 2002: Bildräume, Kunstverein Landau
- 2001: Paper Jam, Kunstverein Bielefeld
- 2000: Flag Parade, Museum Abteiberg Mönchengladbach

## Projekte (Auswahl)
- 2022: Vortrag und Talk, Lebanese American University, Beirut
- 2022: „A new voice in an old world“, Talk im Rahmen des Art History Festivals UK
- 2021: Podcast Athena Art Foundation, New York[21]
- 2021: Face off Symposium, Fashion Institute der Metropolitan University, Manchester[22]
- 2020: Podcast Colnaghi Foundation, London/ New York[23]
- 2020: Podcast Dress:Fancy, London
- 2019: Ziggy-Medal (mit Rita McBride), Gestaltung eines Künstlerordens, Düsseldorf
- 2018: Île Flottante, Britischer Pavillon, Architekturbiennale, Venedig
- 2016: Originalbemalung von Kostümen für Die Sache Makropulos von Leoš Janáček, Deutsche Oper, Berlin
- 2013: Bildbeiträge für den Kinofilm Only Lovers Left Alive, Regie: Jim Jarmusch
- 2011: Originalbemalung von Kostümen für Tristan und Isolde von Richard Wagner, RuhrTriennale
- 2010: Originalbemalung von Kostümen für die Uraufführung der Oper Gisela von H. W. Henze, RuhrTriennale
- 1999–2002: Mitgründer und Kurator des Ausstellungsraum PLUS e.V. in Düsseldorf

## Texte & Medien
- Hidden Portraits by Volker Hermes, Deutsche Welle TV, 2021[24]
- Ist uns das Lachen vergangen?, Beitrag zu Volker Hermes in aspekte, ZDF, 2021 (nicht mehr online)[25]
- Meet the artist: Volker Hermes at James Freeman Gallery, Athena Art Foundation, 2023 (englisch)
- The Portraits of Volker Hermes, Christopher Alessandrini, The MET Perspectives, New York (englisch)[26]
- Classic Week’s Hidden Portraits, Interview mit Volker Hermes, Christie’s New York (englisch)[27]
- These Masked Portraits Are an Instagram Sensation, Tiziana Cardini, in Vogue USA, 2020 (englisch)[28]
- Hidden Leighton: Volker Hermes Reimagined Historical Paintings, Interview mit Volker Hermes, The Leighton House, London (englisch)[29]
- Die maskierten Porträts des deutschen Künstlers Volker Hermes werden gerade zur Internet-Sensation, Hanna Buehrle in Vogue Germany, 2021[30]
- History revisited, Vogue, Portugal, (englisch)[31]
- Podcast with Volker Hermes – Colnaghi Foundation, 2021[32]
- Athena Livestream with Volker Hermes, Athena Art Foundation, 2022 (englisch)[33]
- Die Gesichter interessieren ihn nicht – nur die Details!, Christoph Heim in: Tagesanzeiger Kultur, 2021
- In Conversation with the artist Volker Hermes, Talk with Curator Dr. Benjamin Wild, Manchester Institute of Fashion, 2021[34]
- Hidden Portraits by Volker Hermes, The Dorf, Magazin für Düsseldorf, 2022[35]
- Die Macht des Portraits, Interview mit Volker Hermes – Qiio Magazin, 2020[36]
- Whimsical, Surreal & Insightful: The Masked Portraits of Volker Hermes, yatzer (englisch)[37]
- volker hermes’ hidden portraits explore historical fashion through modified antique paintings, designboom (englisch)[38]
- Overly Grand Manners: Volker Hermes Exaggerates Historical Portraits with Ostentatious Absurdity, colossal magazine, 2023 (englisch)[39]
- Volker Hermes - Tools of The Past, compulsive contents (englisch)[40]